# Norman Baker

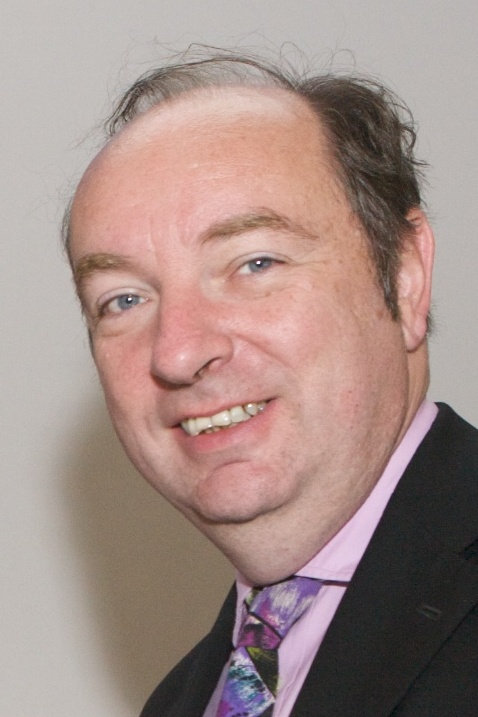
Norman Baker (2009)

Norman John Baker, född 26 juli 1957, är en brittisk politiker inom Liberaldemokraterna. Han representerade valkretsen Lewes i underhuset från 1997 till 2015. Han var partiets talesman i miljöfrågor och var 2013-2014 juniorminister i Home Office.
Baker anses stå till vänster inom liberaldemokraterna och är övertygad republikan. Han är även engagerad i djurrättsfrågor. Innan han blev parlamentsledamot var han lokalpolitiker i Lewes och lärare i engelska som främmande språk.